# Красное (Шекснинский район)
Красное — деревня в Шекснинском районе Вологодской области.
Входит в состав сельского поселения Железнодорожного, с точки зрения административно-территориального деления — в Железнодорожный сельсовет.
Расстояние по автодороге до районного центра Шексны — 23 км, до центра муниципального образования Пачи — 5 км. Ближайшие населённые пункты — Судьбицы, Добрец, Гари.
По переписи 2002 года население — 3 человека.